# Sens-de-Bretagne
Pour les articles homonymes, voir Sens et Bretagne (homonymie).
Sens-de-Bretagne [sɑ̃s də bʁətaɲ] est une commune française située dans le département d'Ille-et-Vilaine en région Bretagne, peuplée de 2 620 habitants.

## Géographie
La commune est dans le département d'Ille-et-Vilaine, au nord de Rennes.

### Communes limitrophes
| Marcillé-Raoul     | Saint-Rémy-du-Plain, Rimou | Romazy                |
| Feins              | Sens-de-Bretagne           | Vieux-Vy-sur-Couesnon |
| Andouillé-Neuville | Gahard                     |                       |

### Cadre géologique

Carte géologique du Massif armoricain, avec au nord-est le batholite mancellien et ses nombreux plutons de granite cadomien (Sens-de-Bretagne, Bécherel, Louvigné, Vire, Avranches…). Ce batholite dessine une ellipse de 150 km (d'Alençon à la Rance) sur 90 km (de Vitré à Vire).

Sens-de-Bretagne est localisée dans le domaine nord armoricain, dans la partie orientale du Massif armoricain qui est le résultat de trois chaînes de montagne successives. Le site géologique de Sens-de-Bretagne se situe plus précisément à l'extrémité occidentale d'un important massif granitique cadomien, le pluton dit de Louvigné-Gorron (connu localement sous le nom de granite de Louvigné-du-Désert) limité au sud par un bassin sédimentaire essentiellement briovérien. Ce pluton fait partie d'un ensemble plus vaste, le batholite mancellien. Le territoire sénonais est ainsi constitué d'un plateau de 80 mètres d'altitude, correspondant au massif granitique occidental allongé W.NW—E.SE, faisant partie du massif de Louvigné-du-Désert qui représente un des apex affleurants du batholite mancellien, et au Sud, un plateau de 100 mètres d'altitude et qui correspond à ce bassin sédimentaire.
L'histoire géologique de la région est marquée par la chaîne cadomienne. À la fin du Précambrien supérieur, les sédiments briovériens environnants sont fortement déformés, plissés et métamorphisés par le cycle cadomien. Cette chaîne montagneuse, qui devait culminer à environ 4 000 m, donne naissance à des massifs granitiques (batholite côtier nord-trégorrois, granite de Saint-Brieuc, immense batholite mancellien formé de nombreux plutons granitiques) produits par le surépaississement crustal. Ces intrusions vers 540 millions d'années, de magmas granitiques issus du vaste batholite mancellien, développent un métamorphisme de contact : le refroidissement des masses granitiques à des températures de l'ordre de 700 °C et à des profondeurs de l'ordre de 4 km dans l'écorce terrestre, font que les schistes briovériens, tendres et friables, sont transformés par « cuisson », variable selon la distance du massif granitique : intense et forte à proximité, cette cuisson donne les cornéennes, roches dures et compactes ; moindre et atténuée à quelques kilomètres du massif, elle donne des schistes tachetés (d'où une double auréole de cornéennes et de schistes tachetés dans le bassin sédimentaire). Ce thermométamorphisme développé par l'intrusion du granite a ainsi provoqué la cristallisation de minéraux nouveaux (biotite, andalousite), soulignant l'ancien litage sédimentaire. Ces deux roches magmatique (granite) et métamorphique (cornéenne, schiste tacheté) affleurent à la suite de longs processus d'érosion qui ont aplani les reliefs anciens,.

### Hydrographie
Pour un article plus général, voir Réseau hydrographique d'Ille-et-Vilaine.
La commune est située dans le bassin Loire-Bretagne. Elle est drainée par le Couesnon, l'Andouillé, les Etangs de Boëssel, les Vallées d'Hervé, la Lande Huard, le Breguigneul, le ruisseau de Breguigneul, le ruisseau du Pont bouquet et les Vallées Ribault,,.
Le Couesnon, d'une longueur de 97 km, prend sa source dans la commune de Saint-Pierre-des-Landes et se jette  dans la Manche au niveau du Mont-Saint-Michel, après avoir traversé 25 communes. 
L'Andouillé, d'une longueur de 11 km, prend sa source dans la commune  et se jette  dans l'Ille à Saint-Médard-sur-Ille, après avoir traversé trois communes. 

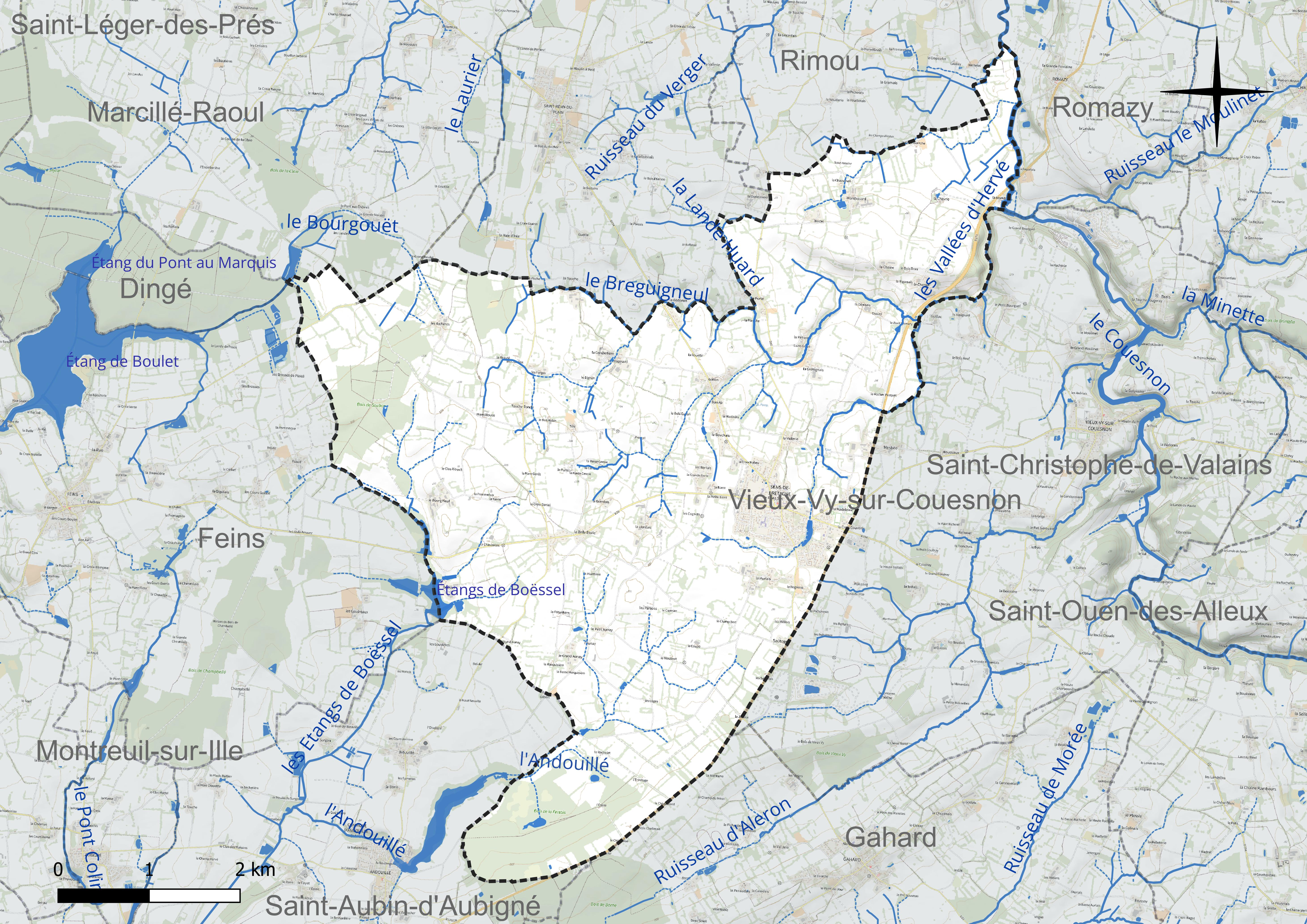
Réseau hydrographique de Sens-de-Bretagne.

Deux plans d'eau complètent le réseau hydrographique : les étangs de Boëssel, d'une superficie totale de 10,7 ha (3,47 ha sur la commune) et les étangs de Boëssel Neuf Cent Dix, d'une superficie totale de 2,8 ha (1,44 ha sur la commune),.

### Climat
Pour des articles plus généraux, voir Climat de la Bretagne et Climat d'Ille-et-Vilaine.
En 2010, le climat de la commune est de type climat océanique altéré, selon une étude du CNRS s'appuyant sur une série de données couvrant la période 1971-2000. En 2020, Météo-France publie une typologie des climats de la France métropolitaine dans laquelle la commune est exposée à un climat océanique et est dans la région climatique  Bretagne orientale et méridionale, Pays nantais, Vendée, caractérisée par une faible pluviométrie en été et une bonne insolation. Parallèlement l'observatoire de l'environnement en Bretagne publie en 2020 un zonage climatique de la région Bretagne, s'appuyant sur des données de Météo-France de 2009. La commune est, selon ce zonage, dans la zone « Intérieur Est », avec des hivers frais, des étés chauds et des pluies modérées.  
Pour la période 1971-2000, la température annuelle moyenne est de 11,3 °C, avec une amplitude thermique annuelle de 12,7 °C. Le cumul annuel moyen de précipitations est de 785 mm, avec 12,7 jours de précipitations en janvier et 7,5 jours en juillet. Pour la période 1991-2020, la température moyenne annuelle observée sur la station météorologique la plus proche, située sur la commune de Feins à 8 km à vol d'oiseau, est de 11,9 °C et le cumul annuel moyen de précipitations est de 816,2 mm,. Pour l'avenir, les paramètres climatiques de la commune estimés pour 2050 selon différents scénarios d'émission de gaz à effet de serre sont consultables sur un site dédié publié par Météo-France en novembre 2022.

## Urbanisme

### Typologie
Au 1er janvier 2024, Sens-de-Bretagne est catégorisée bourg rural, selon la nouvelle grille communale de densité à sept niveaux définie par l'Insee en 2022.
Elle est située hors unité urbaine. Par ailleurs la commune fait partie de l'aire d'attraction de Rennes, dont elle est une commune de la couronne,. Cette aire, qui regroupe 183 communes, est catégorisée dans les aires de 700 000 habitants ou plus (hors Paris),.

### Occupation des sols
L'occupation des sols de la commune, telle qu'elle ressort de la base de données européenne d'occupation biophysique des sols Corine Land Cover (CLC), est marquée par l'importance des territoires agricoles (88 % en 2018), en diminution par rapport à 1990 (88,9 %). La répartition détaillée en 2018 est la suivante : 
zones agricoles hétérogènes (40,6 %), terres arables (30,5 %), prairies (17 %), forêts (8,5 %), zones urbanisées (3,5 %). L'évolution de l'occupation des sols de la commune et de ses infrastructures peut être observée sur les différentes représentations cartographiques du territoire : la carte de Cassini (XVIIIe siècle), la carte d'état-major (1820-1866) et les cartes ou photos aériennes de l'IGN pour la période actuelle (1950 à aujourd'hui).

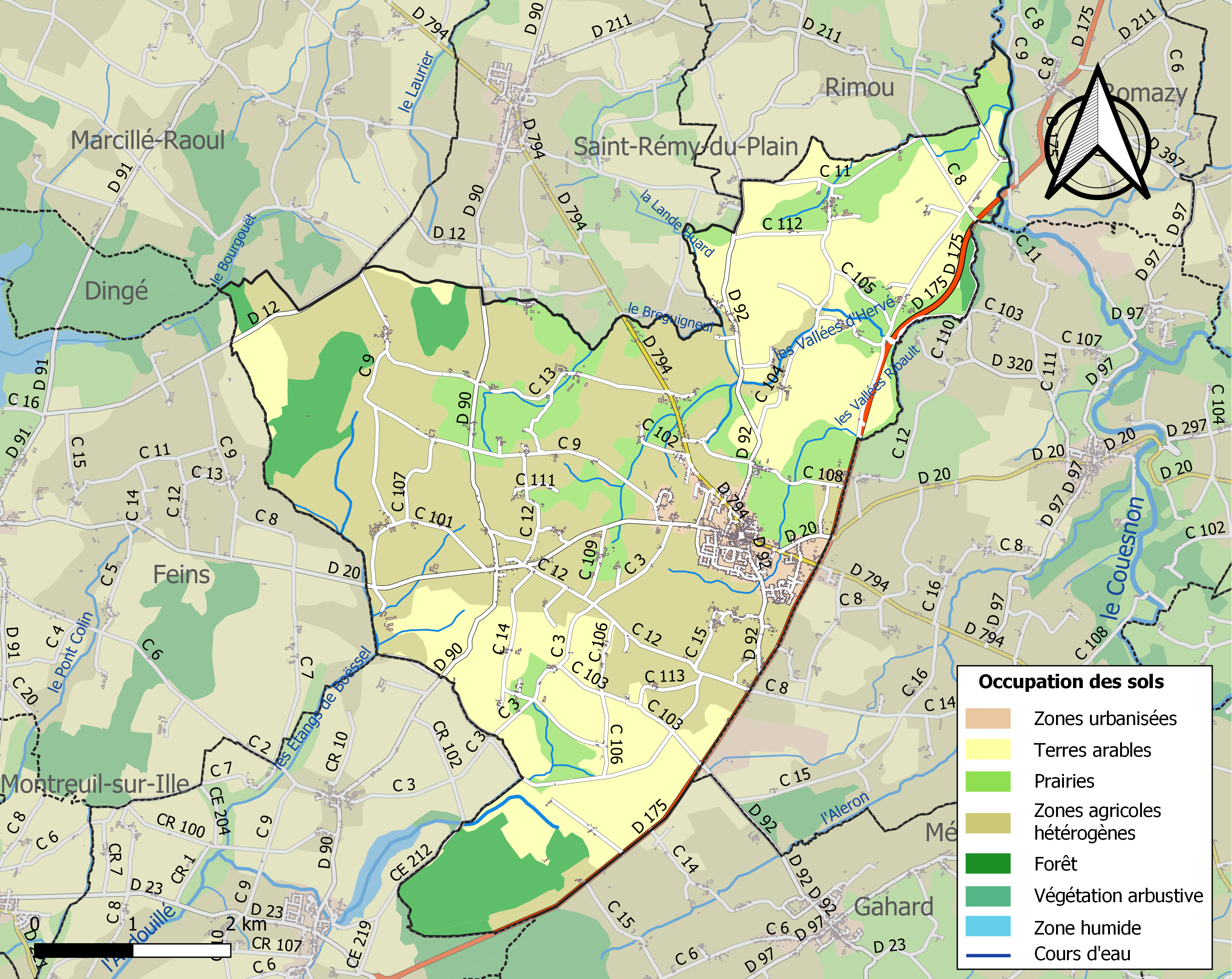
Carte des infrastructures et de l'occupation des sols de la commune en 2018 (CLC).

## Toponymie
Le nom de la localité est attesté sous les formes ecclesia de Sens en 1092, parochia de Censibus en 1516.
Sens-de-Bretagne semble venir du latin Sensum, « direction, le chemin »[source insuffisante].
Le locatif -de-Bretagne est ajouté en 1888.

## Histoire

### Temps modernes et Révolution française
Jusqu'en 1790, la commune dépend de la juridiction royale de Bazouges-la-Pérouse puis devient chef-lieu de canton du district de Dol, canton qui regroupe Feins, Gahard, Romazy et Vieux-Vy-sur-Couesnon. En 1800, la commune de Sens-de-Bretagne est rattachée au canton de Saint-Aubin-d'Aubigné. La population de la commune est favorable aux changements apportés par la Révolution française, surtout après la fin de la Terreur. La principale fête révolutionnaire est celle célébrant l'anniversaire de l'exécution de Louis XVI, accompagnée d'un serment de haine à la royauté et à l'anarchie, fêtée à partir de 1795. D'autres fêtes sont célébrées, comme l'anniversaire de la fondation de la Ire République ; d'autres fêtes sont plus confidentielles, à la fois par manque de fonds pour les organiser et parce qu'elles ne correspondent pas dans le calendrier à une fête d'Ancien Régime, comme la fête de la Reconnaissance (suivie uniquement par la troupe présente à Sens) ou la fête de l'Agriculture.

### LeXXesiècle

#### La Belle Époque
En novembre 1903 ouvrit une ligne des tramways d'Ille-et-Vilaine reliant Liffré (déjà relié à Rennes par la ligne de tramways allant de Rennes à Fougères) à Antrain via Sens ; celle-ci ferma en 1937. La ligne de tramways allant de Sens à Pleine-Fougères, longue de 26,9 km (une ligne du 2e réseau des Tramways d'Ille-et-Vilaine) et passant par Bazouges-la-Pérouse et Trans ouvre en 1905 ; elle ferma en 1937 ; une autre ligne de tramways, partant de Mi-Forêt, via Saint-Sulpice-la-Forêt, Chasné, Saint-Aubin-d'Aubigné et Andouillé-Neuville, rejoignant la ligne précédemment cité à Sautoger (au sud de Sens) ouvrit en 1905 et ferma également en 1937 ; sa construction suscita quelques polémiques.

#### L'après Seconde Guerre mondiale
Au milieu du XXe siècle, mairie et écoles se construisent[réf. nécessaire].

## Politique et administration

### Liste des maires
| Période                                  | Période                   | Identité                                        | Étiquette   | Qualité |
| ---------------------------------------- | ------------------------- | ----------------------------------------------- | ----------- | --- |
| Les données manquantes sont à compléter. |                           |                                                 |             | |
| ca. 1800                                 | 11 avril 1819 (décès)     | Alexandre Louis Poussin du Bourgneuf né Poussin |             | |
| juillet 1819                             | avril 1848                | Joseph-François Dupetitpré                      |             | |
| avril 1848                               | février 1852              | Aimé Bénis                                      |             | |
| février 1852                             | juillet 1858              | Victor Jéhannin                                 |             | |
| août 1858                                | août 1860                 | Théodore-Joseph Dupetitpré                      |             | |
| août 1860                                | février 1874              | Henri Géniaux                                   |             | Officier d'académie |
| mars 1874                                | janvier 1887              | Pierre Joulain                                  |             | |
| janvier 1887                             | 19 décembre 1889 (décès)  | Henri Géniaux                                   |             | Officier d'académie |
| janvier 1890                             | 6 août 1891 (décès)       | Pierre Roussin                                  |             | |
| 20 octobre 1891                          | avril 1919 (décès)        | Émile-Louis Beillard                            | Républicain | Notaire Conseiller général de Saint-Aubin-d'Aubigné (1883 → 1919) Chevalier de la Légion d'honneur                       |
| 1919                                     | 1933 (décès)              | Émile Juhel                                     |             | |
| janvier 1934                             | 1945                      | Francis Briand                                  |             | |
| 1945                                     | mai 1945                  | François Guesdon                                |             | |
| mai 1945                                 | mars 1977                 | Francis Briand                                  | URD         | Maire honoraire |
| mars 1977                                | juin 1995                 | Gabriel Méhault                                 |             | Ancien sapeur-pompier, maire honoraire Adjoint au maire (1965 → 1977) Président de la CC du Pays d'Aubigné (1994 → 1995) |
| juin 1995                                | mars 2008                 | Philippe Daunay                                 | DVD         | Vétérinaire retraité, maire honoraire Adjoint au maire (1977 → 1995)                                                     |
| mars 2008                                | 25 mai 2020               | Yves Colombel                                   | DVD         | Infirmier libéral 3e vice-président de la CC du Pays d'Aubigné (2014 → 2016)                                             |
| 25 mai 2020                              | 10 septembre 2021 (décès) | Bernard Louapre                                 | DVD         | Commercial retraité |
| 3 décembre 2021                          | En cours                  | Gérard Morel                                    |             | Vétérinaire retraité, ancien adjoint au maire Élu à la suite d'une élection municipale partielle                         |

### Jumelages
Avec les dix-huit autres communes de la communauté de communes du Val d'Ille-Aubigné, Sens-de-Bretagne est jumelée avec :
- Chedzoy (Royaume-Uni) depuis 2003
- Middlezoy (Royaume-Uni) depuis 2003
- Westonzoyland (Royaume-Uni) depuis 2003

## Population et sociéré

### Démographie
L'évolution du nombre d'habitants est connue à travers les recensements de la population effectués dans la commune depuis 1793. Pour les communes de moins de 10 000 habitants, une enquête de recensement portant sur toute la population est réalisée tous les cinq ans, les populations de référence des années intermédiaires étant quant à elles estimées par interpolation ou extrapolation. Pour la commune, le premier recensement exhaustif entrant dans le cadre du nouveau dispositif a été réalisé en 2004.
En 2022, la commune comptait 2 620 habitants, en évolution de +2,83 % par rapport à 2016 (Ille-et-Vilaine : +5,46 %, France hors Mayotte : +2,11 %).
| 1793  | 1800  | 1806  | 1821  | 1831  | 1836  | 1841  | 1846  | 1851  |
| ----- | ----- | ----- | ----- | ----- | ----- | ----- | ----- | ----- |
| 1 378 | 1 414 | 1 476 | 1 545 | 1 601 | 1 666 | 1 762 | 1 747 | 1 986 |

| 1856  | 1861  | 1866  | 1872  | 1876  | 1881  | 1886  | 1891  | 1896  |
| ----- | ----- | ----- | ----- | ----- | ----- | ----- | ----- | ----- |
| 1 941 | 2 027 | 2 087 | 2 059 | 2 161 | 2 181 | 2 168 | 2 057 | 1 920 |

| 1901  | 1906  | 1911  | 1921  | 1926  | 1931  | 1936  | 1946  | 1954  |
| ----- | ----- | ----- | ----- | ----- | ----- | ----- | ----- | ----- |
| 1 783 | 1 834 | 1 766 | 1 530 | 1 522 | 1 484 | 1 467 | 1 357 | 1 363 |

| 1962  | 1968  | 1975  | 1982  | 1990  | 1999  | 2004  | 2006  | 2009  |
| ----- | ----- | ----- | ----- | ----- | ----- | ----- | ----- | ----- |
| 1 329 | 1 409 | 1 426 | 1 374 | 1 393 | 1 515 | 1 789 | 1 961 | 2 452 |

| 2014  | 2019  | 2022  | - | - | - | - | - | - |
| ----- | ----- | ----- | - | - | - | - | - | - |
| 2 537 | 2 566 | 2 620 | - | - | - | - | - | - |

### Activité et manifestations
La « Fest'Yves » est depuis 1997 un grand rendez-vous culturel et festif. Claude Potrel, Benjamin Bernier, président de l'association « Séno-Breizh » monte en trois mois la première édition de la Fest Yves / Gouel Erwan en 1997 à Sens-de-Bretagne. Cette fête se déroule depuis tous les ans dans le cadre de la Fête de la Bretagne durant la seconde quinzaine de mai. Elle programme des jeux traditionnels de pays et de la musique bretonne avec des groupes, des bagads et cercles celtiques de grande renommée.
Les présidents successifs de l'association « Fest Yves Haute Bretagne » qui porte cette fête sont : Benjamin Bernier, Claude Potrel et depuis 2009 Jean Ollivier.
Source festyves.fr

## Culture locale et patrimoine

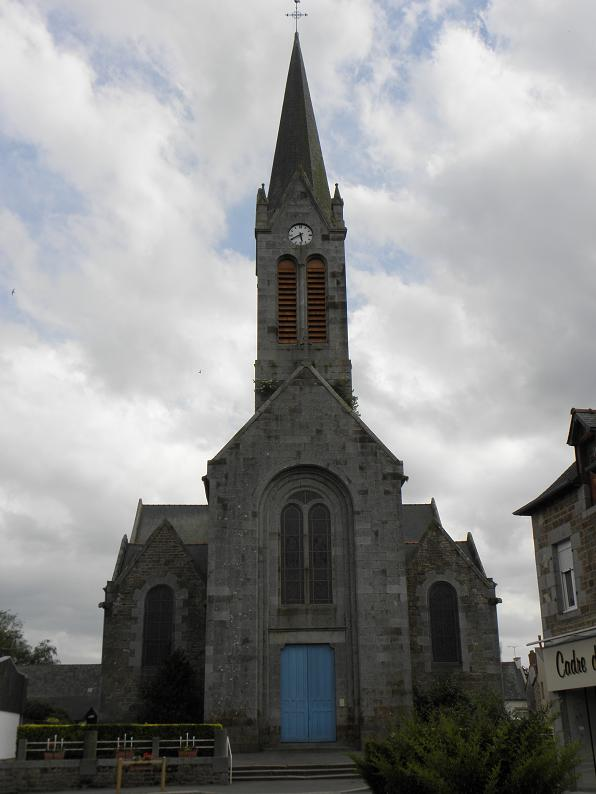
L'église Saint-Sulpice.

### Lieux et monuments
- Église Saint-Sulpice, édifiée de 1857 à 1860 par l'architecte Anger de La Loriais.

### Personnalités liées à la commune
- Antoine Joseph Frédéric Mangin d'Oins, marié à Jeanne Marie Julienne Poussin du Bourgneuf (fille du maire) le 29 janvier 1816 à Sens-de-Bretagne. Il a habité rue des Clouyères. Ancien officier d'état-major, conseiller général, député d'Ille-et-Vilaine.

### Héraldique
| Blason de Sens-de-Bretagne | Blason  | Burelé d'or et de gueules de dix pièces. |
| Blason de Sens-de-Bretagne | Détails |                                          |